# Barcola
Barcola (Barcola in dialetto triestino, Barkovlje in sloveno) è un quartiere del comune di Trieste, tra Roiano e Miramare, nel Friuli-Venezia Giulia.

## Storia
In epoca romana ospitò una delle più sfarzose ville della regione, forse appartenuta alla favorita di Nerone Calvia Crispinilla. L'edificio, edificato nella seconda metà del I secolo a.C. e ampliato nel secolo successivo, si estendeva per una lunghezza di trecento metri sul lungomare e aveva degli impianti termali, un molo ed estesi giardini. Molti ambienti erano decorati da mosaici e statue. Alcuni reperti sono conservati nel Lapidario Tergestino al Castello di San Giusto.
In età moderna è stata principalmente un insediamento di pescatori fino alla metà del XIX secolo (nel 1826 contava 418 abitanti), quando i triestini iniziarono a costruire le loro residenze estive nel quartiere. Secondo l'ultimo censimento austriaco del 1911, il 73,7% della popolazione era di madrelingua slovena, e il 16,2 di madrelingua italiana.
Nel 1884 venne fondata a Barcola la distilleria a vapore Camis & Stock, dove rimase fino al 1929, quando si trasferì nel nuovo stabilimento nel rione di Roiano.
Durante l'amministrazione alleata del Territorio Libero di Trieste, tra il 1947 e il 1953, a Barcola fu costruito un palazzo per la residenza degli ufficiali alleati (più nota come "casa degli americani") coinvolti nel governo del territorio.

## Monumenti e luoghi d'interesse
Uno degli edifici più importanti di Barcola è senza dubbio la chiesa di San Bartolomeo Apostolo, costruita nel 1785, con un rosone proveniente dalla chiesa di San Pietro, che sorgeva in piazza Unità fino a fine Ottocento. Vi si trova la statua di San Matteo dello scultore veneziano Enrico Merengo.
A monte di Barcola si trova il forte Kressich, costruito nel 1854, sopra il quale venne eretto tra il 1923 ed il 1927 il faro della Vittoria.

## Eventi
Dal 1969 ogni anno nel mese di ottobre - per l'esattezza la seconda domenica del mese - nel mare antistante la località si svolge un'importante manifestazione nautica, la Barcolana, la più affollata regata velica del Mediterraneo, con quasi duemila barche partecipanti.
Durante tutto l'anno, il lungomare e la pineta di Barcola sono classici luoghi di passeggio per i triestini. Nelle calde estati gli stessi luoghi sono anche affollati dai bagnanti, che si ritrovano in particolare ai Topolini, delle piattaforme balneari che sono anche luoghi di aggregazione per chi va al mare.

## Infrastrutture e trasporti
Collegata a Trieste dalle linee 6 e 36 Trieste Trasporti, durante buona parte del Novecento Barcola ospitava altresì un importante capolinea della rete tranviaria di Trieste.

## Galleria d'immagini

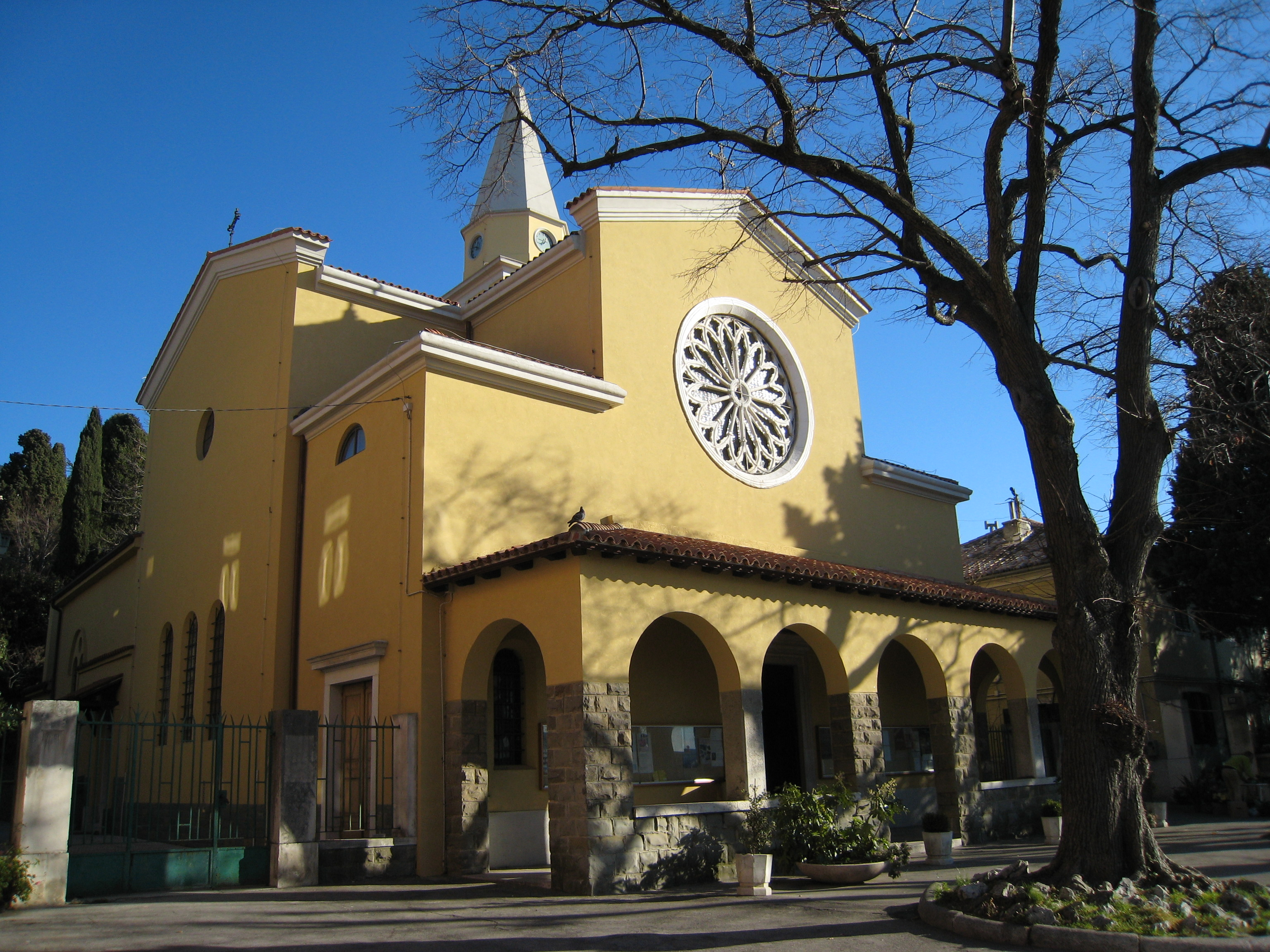
La chiesa
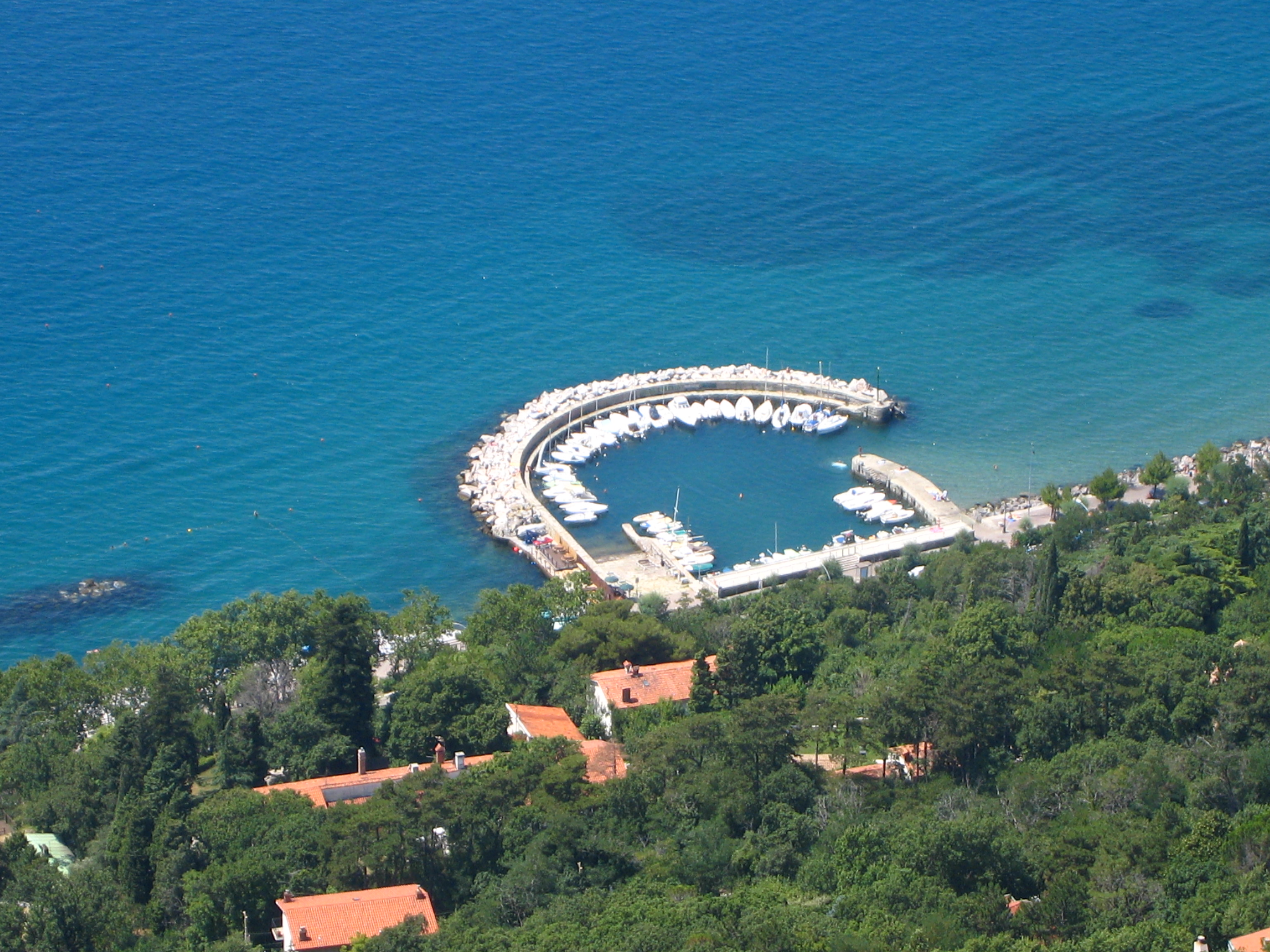
Il porticciolo del Cedas
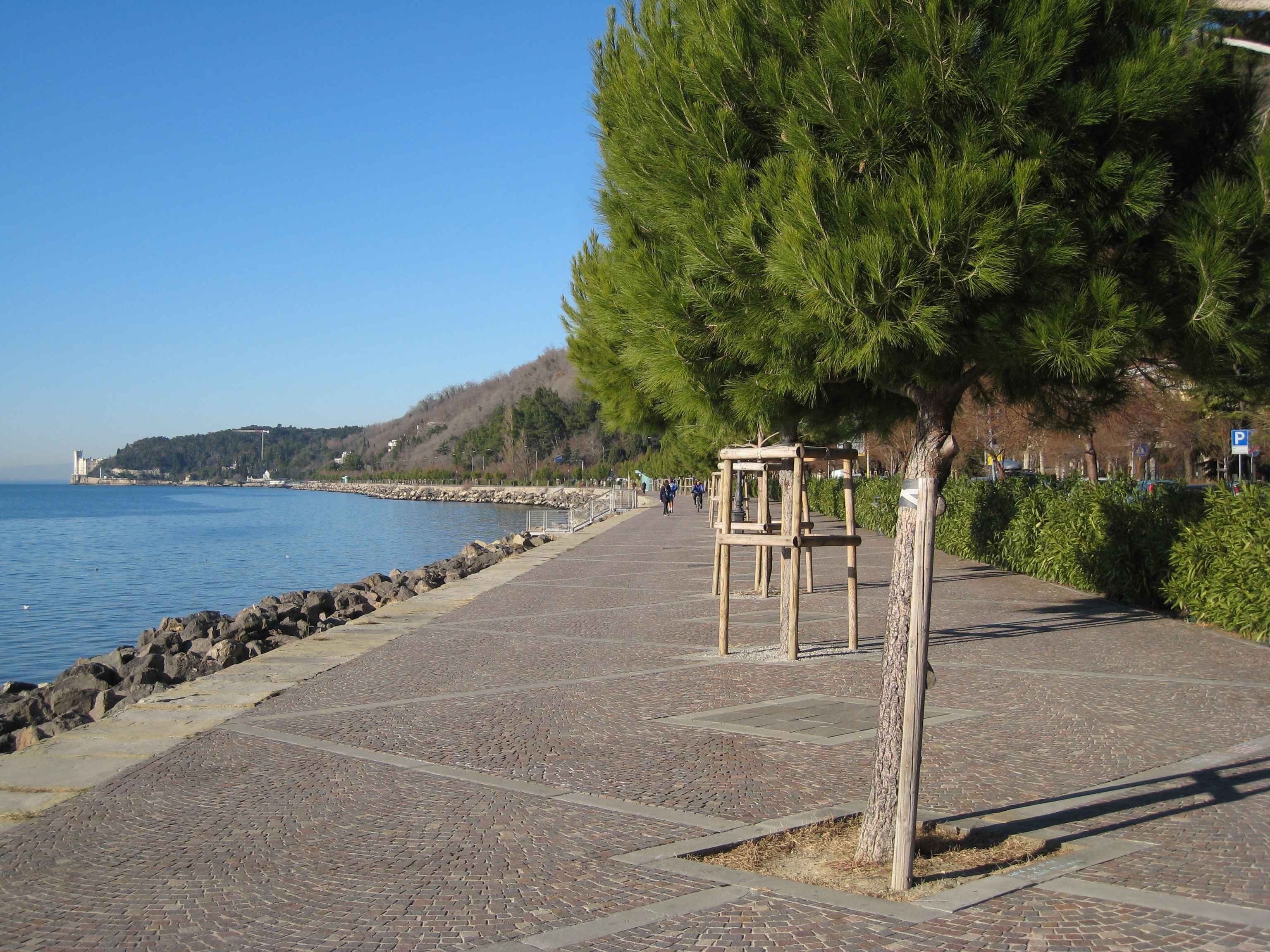
Il lungomare
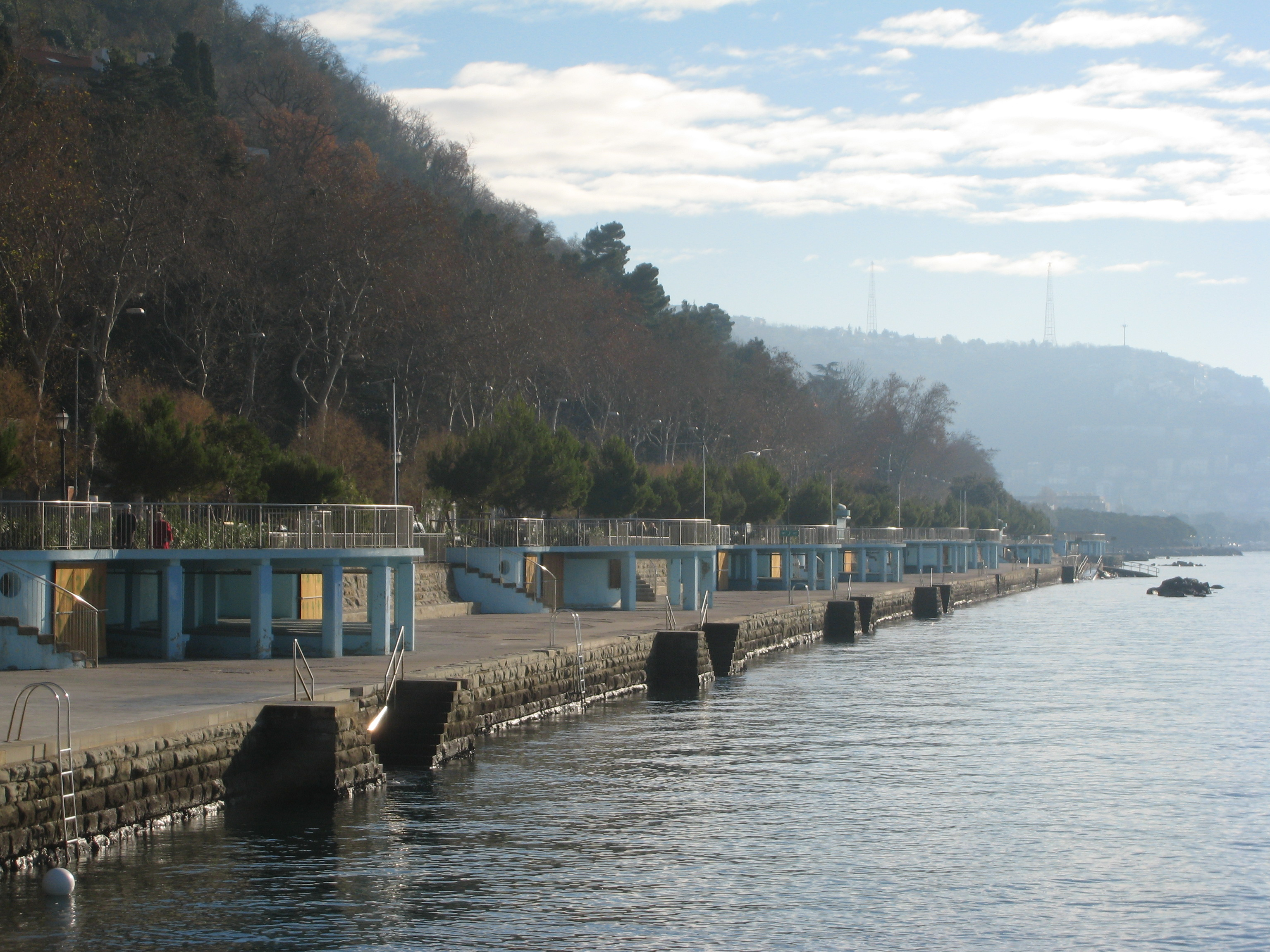
I "Topolini"